# Tamatia striolé
Nystalus striolatus
Espèce
Statut de conservation UICN

 LC  : Préoccupation mineure
Le Tamatia striolé (Nystalus striolatus) est une espèce d'oiseaux de la famille des Bucconidae.

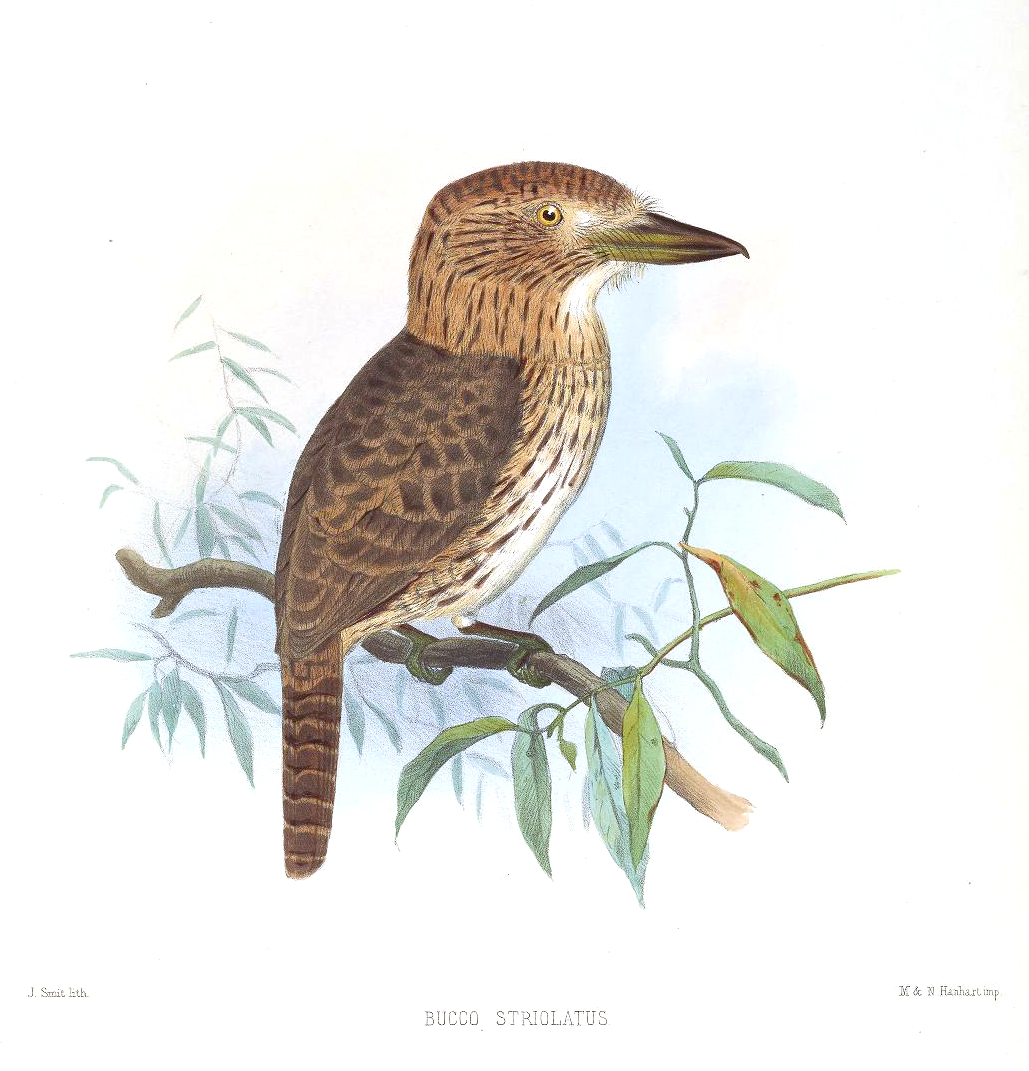
Tamatia striolé dessiné par Joseph Smit